# Calyptotheca tenuata
Calyptotheca tenuata är en mossdjursart som beskrevs av Harmer 1957. Calyptotheca tenuata ingår i släktet Calyptotheca och familjen Parmulariidae. Inga underarter finns listade i Catalogue of Life.